# 굴라이

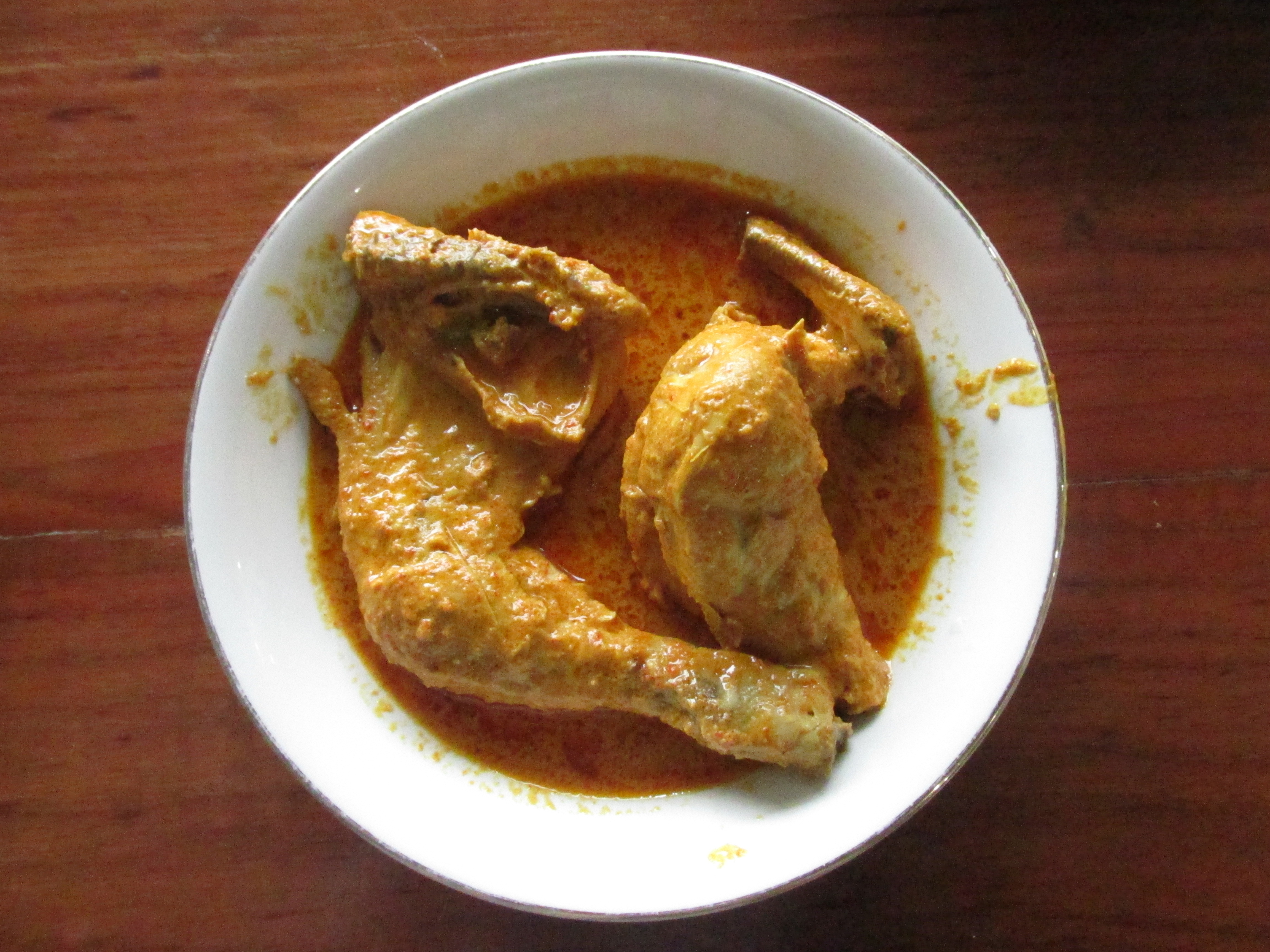
닭고기 굴라이

굴라이(Gulai)는 말레이 제도의 요리로 맵고 걸쭉한 국물 요리이다. "커리"로 번역되기도 한다. 주 재료는 대개 가금류, 염소고기, 소고기, 양고기, 부속 고기, 생선, 해산물, 카사바 잎, 익지 않은 잭프룻, 바나나 줄기 등이다. 굴라이는 말레이시아와 싱가포르의 현지식으로 여겨지지만 인도네시아식 커리로 자주 일컬어진다.

## 종류
- 굴라이 르막

## 같이 보기
- 구야시
- 깽